# Tabanera de Cerrato
Tabanera de Cerrato è un comune spagnolo di 162 abitanti situato nella comunità autonoma di Castiglia e León.